# Ca' Pesaro

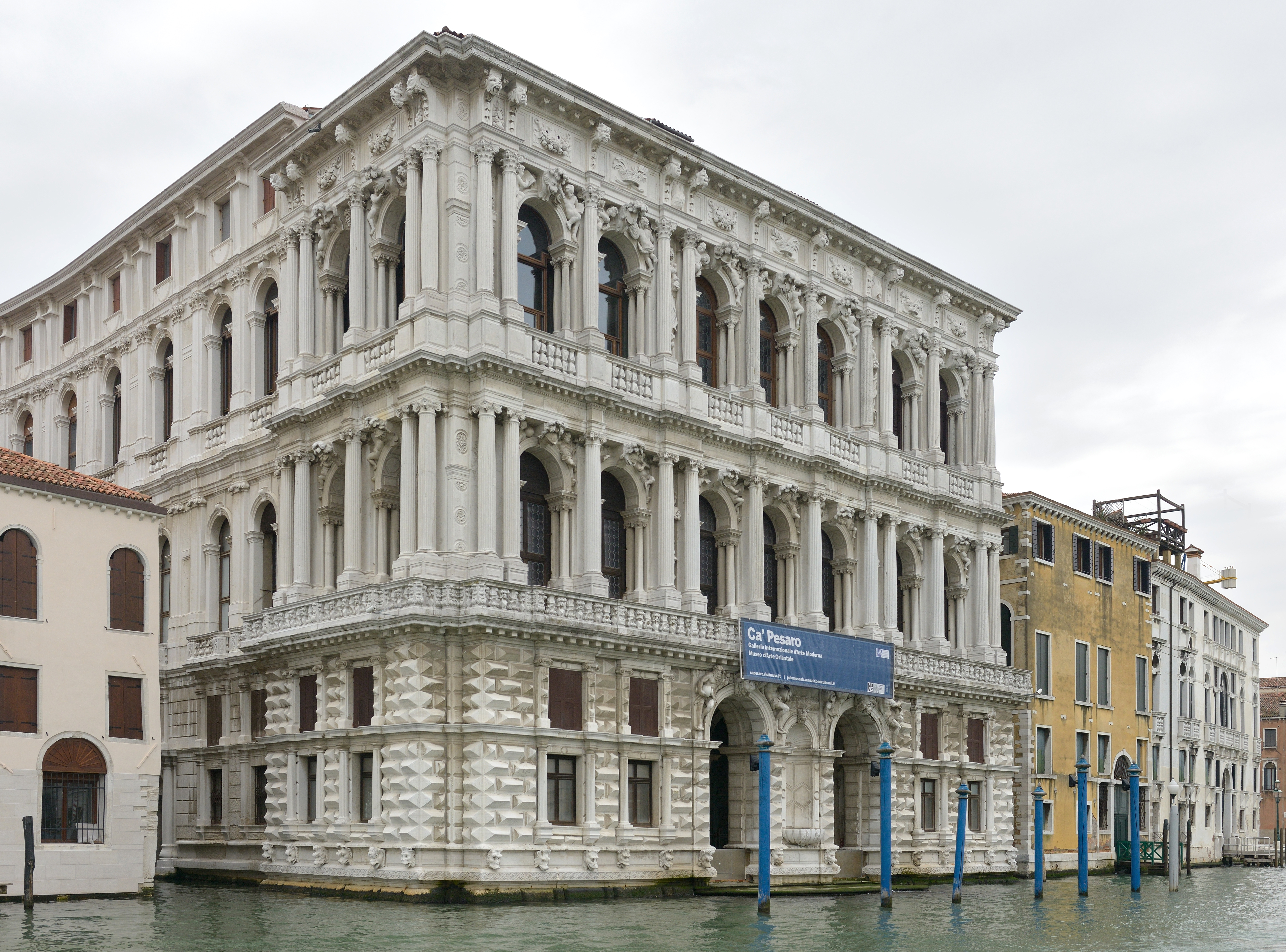
Fachada da Ca' Pesaro sobre o Canal Grande.

A Ca' Pesaro é um palácio de Veneza situado no sestiere de Santa Croce.
O Palácio tem afrescos de Giambattista Pittoni (incluindo "Justiça e Paz com Júpiter e Minerva" e "Júpiter protege a Justiça, a Paz e a Ciência") e Giambattista Tiepolo.

## História e arquitectura

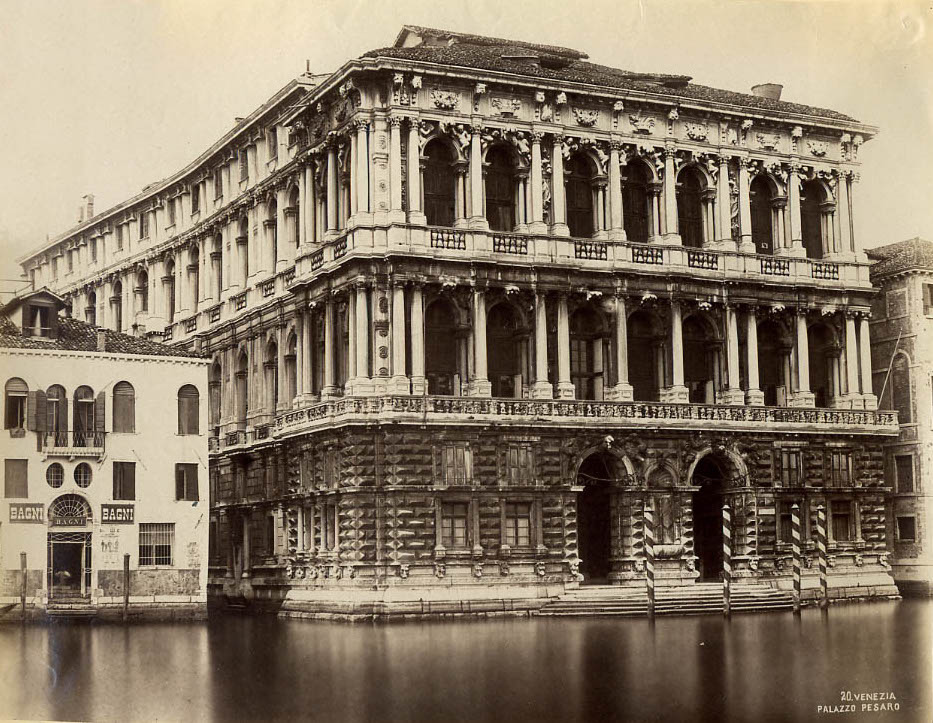
Fachada sobre o Canal Grande no século XIX.

O grandioso palácio, agora sede da Galeria Internacional de Arte Moderna (Galleria internazionale d'arte moderna) e do Museu de Arte Oriental (Museo d'arte orientale) de Veneza, foi projectado no século XVII pelo arquitecto Baldassarre Longhena por vontade da riquíssima e nobre família Pesaro. Em 1682, ano em que Longhena faleceu, o palácio ainda estava incompleto. Então, o cliente confiou a sua conclusão a Gian Antonio Gaspari, que o completou em 1710, respeitando o projecto original.
Da família Pesaro, o majestoso palácio passou em seguida aos Gradenigo. Posteriormente, os padres arménios Mechitaristi utilizaram-no como colégio e, por fim, foi adquirido pela família Bevilacqua. Chegado à posse da Duquesa Felicita Bevilaqua La Masa, esta destinou o palácio a tornar-se numa galeria de arte moderna.
Quando a Comuna de Veneza, com deliberação de 5 de Dezembro de 1899, deu execução às disposições testamentárias da Duquesa Felicita Bevilacqua, viúva do General La Masa, que tinha deixado o seu palácio de Ca' Pesaro à Comuna de Veneza com a expressa finalidade de conceder recursos e espaços aos jovens artistas, foi instituída a Obra Bevilacqua La Masa (Opera Bevilacqua La Masa).
A Ca' Pesaro perfila-se sobre o Canal Grande e é considerado um dos mais belos palácios venezianos. A fachada barroca, enriquecida com baixos relevos e estátuas, torna-o único. Pela sumptuosidade do exterior pode-se bem imaginar a original riqueza das salas e dos salões, dos quais, porém, não resta nada para além de alguns afrescos e de algumas decorações.

## Os museus do palácio

### Galeria Internacional de Arte Moderna

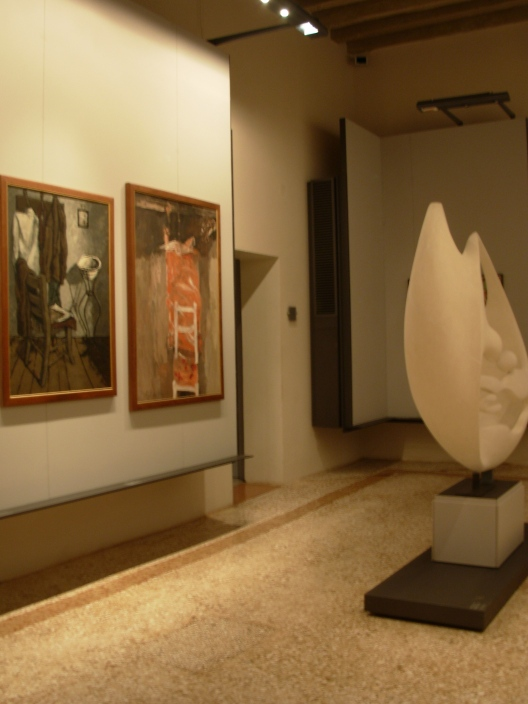
Interior da galeria.

Como já foi dito, a Galeria Internacional de Arte Moderna (Galleria Internazionale d'Arte Moderna) de Veneza está instalada no interior da Ca' Pesaro, vizinha ao Campo San Stae. A partir de 18 de Maio de 1902, a Comuna de Veneza colocou a galeria, já existente mas sem sede própria, no primeiro andar do palácio. Actualmente, a galeria tem sede no primeiro e segundo andares.

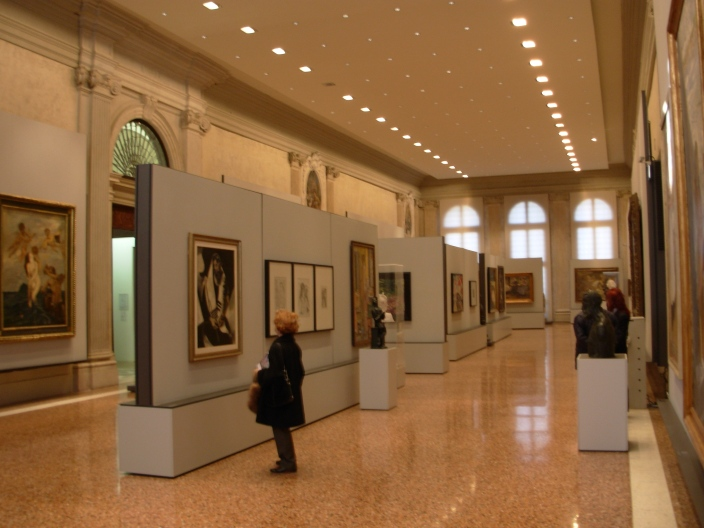
Interior da galeria.

O palácio tinha sido doado pela família Bevilacqua la Masa com o propósito de se tornar no museu da Bienal de Veneza: de facto, estão aqui conservadas numerosas obras expostas nas bienais do início do século XX. Todavia, também é ampla a colecção de obras adquiridas através de doações.
Na colecção destacam-se obras-primas célebres. 
Entre as telas e desenhos sobressaem a Giuditta II de Klimt; a Bagnante de Bonnard; o Rabbino de Chagall, além de obras de Kandinsky, Klee, Rouault, Matisse, Grosz, Moore, Morandi, De Chirico, Boccioni, Sironi e outros.
Entre as esculturas é vasta a colecção de obras de Wildt e de Martini. Subida a escada que conduz ao acesso da galeria, é-se acolhido por uma das cópias de O Pensador de Rodin.
Fazendo a visita à Galeria Internacional de Arte Moderna, também se tem acesso ao Museu de Arte Oriental, instalado na mesma estrutura.

### Museu de Arte Oriental
O Museu de Arte Oriental, que desde há tempos projecta transferir-se para outro local, encontra-se no terceiro andar da Ca' Pesaro.
O museu contém uma muito notável colecção de obras de arte oriental, com cerca de 30.000 peças, originalmente constituída pelos objectos reunidos por Henrique de Bourbon, Conde de Bardi, durante as suas viagens ao Extremo Oriente entre 1887 e 1889. As colecções, depois de várias peripécias, acabou por ser doada ao Estado italiano.
Actualmente, os preciosos objectos estão guardados em espaços muito reduzidos, o que impede uma fruição adequada. Entre outros objectos, a colecção inclui um número enorme de espadas japonesas cujas lâminas, encapsuladas nas bainhas, não são visíveis.

## Os Rebeldes da Ca 'Pesaro

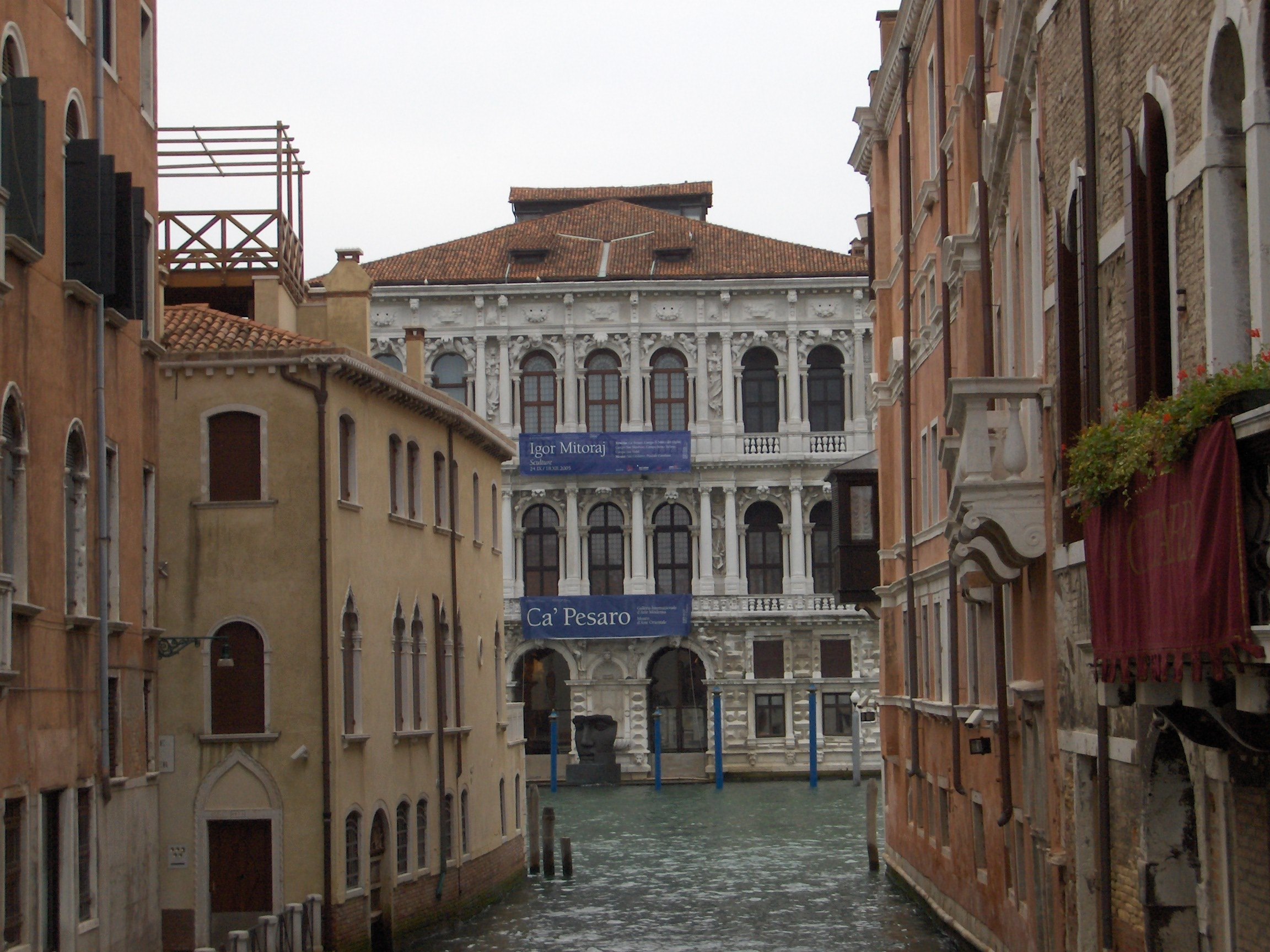
A Ca 'Pesaro vista da Strada Nova através dum canal.

Nas primeira duas décadas do século XX, na Itália floresceram numerosas experiências revolucionárias e anti-académicas. Em polémica contra os mestres da Bienal, a Ca' Pesaro representou, entre 1908 e 1920, uma "palestra intellettuale", um trampolim de lançamento para jovens artistas italianos: aqui, artistas diferentes uns dos outros pelos estilos e poética, tiveram a possibilidade de expor as suas obras. 
Unidos apenas pelo empenho de renovar a linguagem artística italiana, guiados pelo crítico Nino Barbantini, os protagonistas da Ca' Pesaro propuseram linguagens bastante diferentes: Arturo Martini inspirava-se em modelos arcaicos; Felice Casorati era influenciado pelo Jugendstil; Guido Marussig pelo simbolismo; Gino Rossi por Paul Gauguin; Tullio Garbari pintava uma mítica primitiva Valsugana e Pio Semeghini pintava uma poética Burano, memória da experiência pós-impressionista tida em Paris. Também expunham na Ca' Pesaro Umberto Moggioli, aluno de Guglielmo Ciardi que hospedava na sua casa de Burano o grupo de "rebeldes", Ugo Valeri, conhecido gráfico, ilustrador das revistas mais em voga da época, além de refinado pintor e interprete da sociedade italiana do tempo, e ainda Adolfo Callegari, Felice Castegnaro, Mario Disertori, Enrico Fonda, Ercole Sibellato, Guido Trentini, Oscar Sogaro, Antonio Nardi, Pieretto Bianco, Lulo de Blaas, Gabriella Oreffice, Oreste Licudis, Napoleone Martinuzzi e Emilio Notte. 
Além dos nomes atrás referidos, deve ser recordada uma série de artistas que se moveram no grupo da Ca' Pesaro, embora não conseguindo expor com os outros por razões diversas: a pouquíssima idade, a guerra, as transferências de Veneza. Entre estes, é citado o novíssimo Bruno Sacchiero, aluno de Guglielmo Ciardi, falecido com apenas 24 anos de idade, e alguns gráficos secessionistas, como Fabio Mauroner, Guido Balsamo Stella e Benvenuto Disertori.
O grupo permaneceu sempre heterogéneo: nunca houve um manifesto nem a tentativa de desenvolver um programa. Estiveram muitas vezes em mostra obras de Boccioni e, ao mesmo tempo, objectos de qualidade (vidros soprados de Murano, azulejos em majólica, cerâmicas em estilo liberty, poltronas, móveis), importados ou executados por alguns dos mais profícuos membros do grupo capesariano, como Vittorio Zecchin e Wolf Ferrari, segundo um gosto pelo decorativo caro nas artes aplicadas e característico da época.